# Lovitura de stat din Lituania din 1926

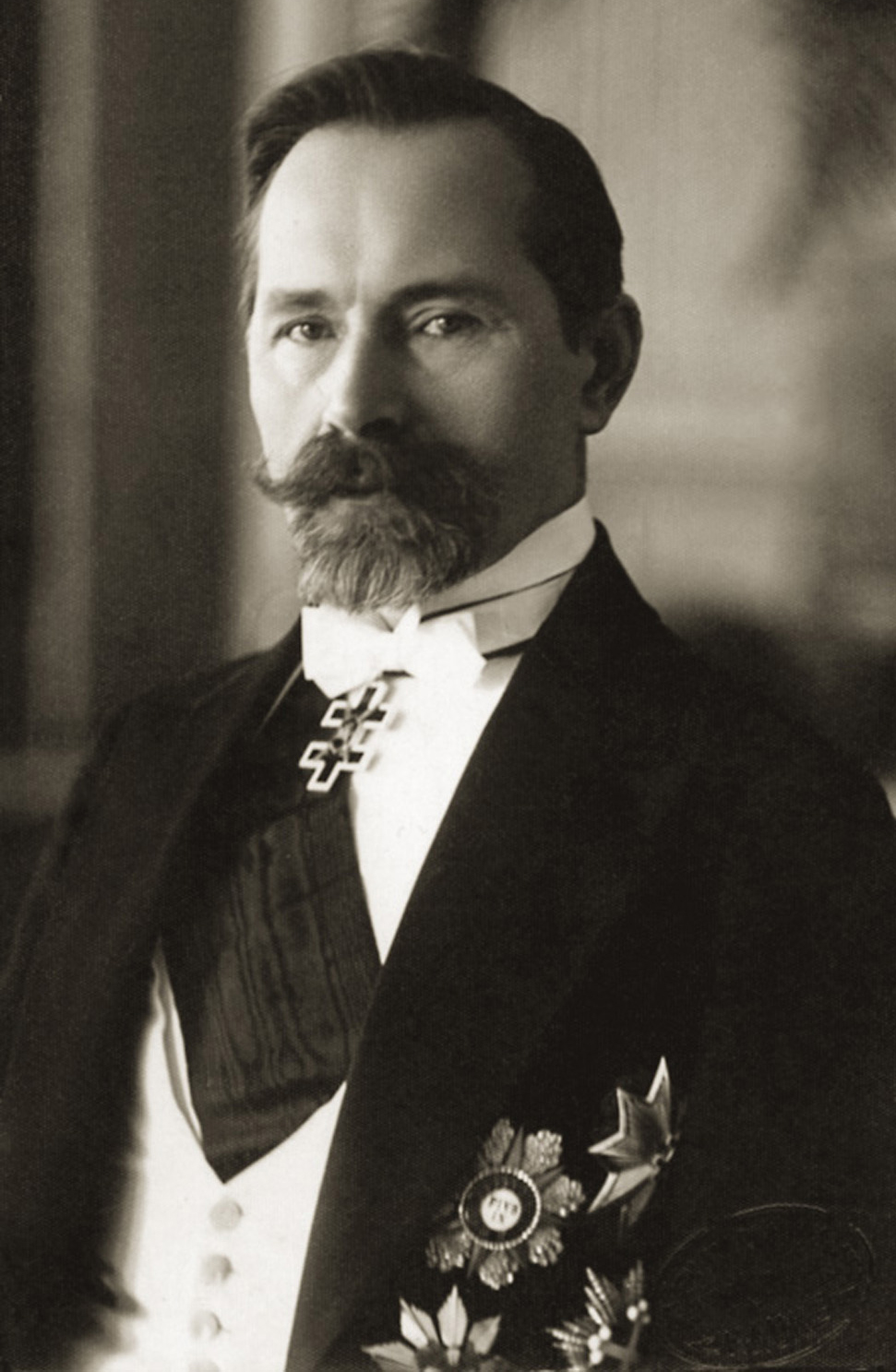
Antanas Smetona și partidul său au fost principalii beneficiari ai loviturii de stat.

Lovitura de stat din 1926 din Lituania (în lituaniană 1926-ųjų perversmas) a fost o lovitură de stat militară în Lituania, care a dus la înlocuirea guvernului ales în mod democratic cu un guvern autoritar conservator condus de Antanas Smetona. Lovitura de stat a avut loc pe 17 decembrie 1926 și a fost în mare parte organizată de către militari; rolul lui Smetona rămâne subiect de dezbatere. Lovitura de stat a adus la putere Uniunea Naționalistă Lituaniană⁠(d), cel mai conservator partid din acea vreme. Înainte de 1926, el fusese un partid naționalist destul de nou și nesemnificativ: în 1926, el avea circa 2.000 de membri și a câștigat doar trei locuri în alegeri parlamentare. Partidul Creștin Democrat Lituanian⁠(d), cel mai mare partid din Seimas de atunci, a colaborat cu armata și a conferit legitimitate constituțională loviturii de stat, dar nu a acceptat niciun post important în noul guvern și s-a retras în mai 1927. După ce armata a predat puterea guvernului civil, el a încetat să mai joace un rol direct în viața politică.

## Context
Lituania fusese încorporată în Imperiul Rus în 1795. Ea a fost ocupată de Germania în timpul Primului Război Mondial, și și-a declarat independența la 16 februarie 1918. Următorii doi ani au fost marcați de turbulențele Războaielor de Independență Lituaniene⁠(d), întârzierea recunoașterii internaționale și apariția instituțiilor politice. Armata nou-formată a luptat cu bolșevicii, cu bermontiștii⁠(d), și cu Polonia. În octombrie 1920, Polonia a anexat Vilniusul, capitala istorică și actuală a Lituaniei, cu zona înconjurătoare; această acțiune controversată⁠(d) era sursă de tensiuni între cele două puteri în perioada interbelică. Al doilea oraș al Lituaniei, Kaunas, a fost desemnat capitală provizorie a statului⁠(d).
Adunarea Constituantă a Lituaniei⁠(d), aleasă în aprilie 1920, a adoptat o constituție în august 1922; alegerile pentru primul Seimas⁠(d) au avut loc în octombrie 1922. Cea mai dezbătută problemă constituțională a fost rolul președinției. În cele din urmă, puterile guvernului au fost puternic ponderate în favoarea parlamentului unicameral (Seimas). Membrii Seimasului erau aleși de cetățeni o dată la trei ani. Fiecare nou Seimas alegea președintele, care era autorizat să numească un prim-ministru. Prim-ministrul era apoi însărcinat cu confirmarea unui cabinet de miniștri. Mandatul prezidențial era limitat la nu mai mult de două mandate consecutive de trei ani. Sistemul parlamentar s-a dovedit instabil: în perioada noiembrie 1918 – decembrie 1926 s-au format unsprezece cabinete.
Principalii actori politici ai loviturii de stat de la acea dată fuseseră activi în mișcarea pentru independență și de-a lungul primilor câțiva ani ai republicii. Antanas Smetona fusese primul președinte al Lituaniei din aprilie 1919 până în iunie 1920; el s-a retras apoi din viața politică, deși a publicat critici politice, pentru care a și fost închis pentru scurt timp în 1923. Augustinas Voldemaras⁠(d) a reprezentat Lituania la tratatul de la Brest-Litovsk în 1918 și mai târziu a servit ca prim-ministru, ministru al apărării și ministru de externe. A demisionat din guvern în 1920, deși a continuat să scrie și să publice opinii critice față de politicieni, pentru care și el a fost condamnat la o scurtă detenție. Kazys Grinius⁠(d) prezidase o comisie de repatriere după Primul Război Mondial, și mai târziu a fost șeful celui de al șaselea guvern și ca deputat în primul și al doilea Seimas⁠(d). Mykolas Sleževičius⁠(d) fusese prim-ministru în 1918 și 1919, a supervizat organizarea forțelor armate lituaniene în 1920, și a fost membru al celui de al doilea Seimas între 1922 și 1926.

## Alegerile parlamentare din 1926
| Rezultatele alegerilor parlamentare din 1926⁠(d) | Rezultatele alegerilor parlamentare din 1926⁠(d) |
| Partid                                          | Locuri                                          |
| ----------------------------------------------- | ----------------------------------------------- |
| Blocul Creștin-Democrat⁠(d) (krikdemai)          | 30                                              |
| Uniunea Populară Țărănească⁠(d) (liaudininkai)   | 22                                              |
| Social-Democrații (socdemai)                    | 15                                              |
| Uniunea Națională⁠(d) (tautininkai)              | 3                                               |
| Partidul Fermierilor⁠(d)                         | 2                                               |
| Minoritățile (germani, evrei, polonezi)         | 13                                              |
| Total                                           | 85                                              |

Între 8 și 10 mai 1926, s-au ținut alegerile la termen⁠(d) pentru al treilea Seimas⁠(d). Pentru prima dată după 1920, blocul condus de Partidul Creștin-Democrat Lituanian⁠(d), care susținea ferm Biserica Romano-Catolică și clerul său, nu a obținut majoritatea. Lituanienii erau dezamăgiți de acest partid, întrucât membrii săi fuseseră implicați în mai multe scandaluri financiare: Juozas Purickas abuzase de privilegiile sale diplomatice la Moscova pentru a face trafic cu cocaină și zaharină; Eliziejus Draugelis⁠(d) și Petras Josiukas cumpăraseră slănină afumată ieftină și de slabă calitate din Germania în loc să cumpere de la fermierii lituanieni; iar ministrul de finanțe, Vytautas Petrulis⁠(d), transferase o sumă mare de bani din bugetul de stat în contul său personal. Strategia partidului pentru a trata efectele unei crize economice erau percepute ca ineficiente. Tensiuni suplimentare au apărut atunci când Concordatul din 1925⁠(d) între Polonia și Sfântul Scaun a recunoscut unilateral Vilniusul ca provincie ecleziastică a Poloniei, în ciuda solicitărilor lituanienilor de a guverna Vilniusul direct de la Roma. Deși nu era de obicei politica Vaticanului să stabilească un astfel de aranjament, mulți lituanieni au fost deranjați de această decizie. Ea implica că Papa recunoscuse revendicările poloneze asupra Vilniusului, și aceasta a creat o pierdere de prestigiu pentru creștin-democrați. Relațiile diplomatice cu Sfântul Scaun au fost întrerupte, și nu s-au îmbunătățit după ce papa Pius al XI-lea a înființat și reorganizat unilateral provinciile ecleziastice lituaniene în aprilie 1926 fără a ține cont de cererile și propunerile lituanienilor.
Uniunea Populară Țărănească și Social-Democrații au format o coaliție de stânga în opoziție cu Creștin-Democrații. Dar coaliția încă nu constituia o majoritate, și a acționat în vederea obținerii sprijinului reprezentanților minorităților din Lituania – germanii din regiunea Klaipėda⁠(d), polonezii și evreii. Pe 7 iunie, Kazys Grinius a fost ales al 3-lea președinte al Lituaniei⁠(d) și Mykolas Sleževičius a devenit prim-ministru⁠(d). Amândoi erau membri ai Uniunii Populare Țărănești.

## Cauze
Motivele care au dus la declanșarea loviturii de stat rămân subiect de dezbatere. În mod cert, situația pe plan intern era agitată; istoricii au făcut paralele cu anumite precedente din Europa anilor 1920 care ar putea să fi avut o influență, inclusiv Marșul asupra Romei al lui Benito Mussolini din Italia (1922) și lovitura de stat din mai 1926 a lui Józef Piłsudski în Polonia. Alți istorici au citat tendința mai generală din Europa, care s-a soldat cu guverne mai mult sau mai puțin nedemocratice în aproape toate țările Europei de Est și Centrale până la sfârșitul anilor 1930. Lipsa de maturitate democratică se manifesta prin indisponibilitatea pentru compromis, și frecventele schimbări de guvern creau o percepție cronică de criză. Istoricii au discutat ca factor și teama exagerată de comunism, împreună cu lipsa unui centru stabil care să poată crea o punte între partidele de stânga și cele de dreapta; aceste partide se acuzau reciproc de bolșevism și fascism. Conform istoricului Anatol Lieven, Smetona și Voldemaras se considerau adevărații eroi uitați ai mișcării de independență, care nu mai sperau să revină la putere prin mijloace democratice.
După alegerile din mai, guvernul Grinius/Sleževičius a ridicat legea marțială, încă în vigoare în Kaunas și în alte localități, a restaurat libertățile democratice și a acordat o largă amnistie deținuților politici. Pentru prima dată, Lituania a devenit cu adevărat democratică. Cu toate acestea, schimbarea nu a fost universal aprobată. Mulți dintre deținuți erau comuniști care repede s-au folosit de noua libertate de exprimare pentru a organiza un protest la care au participat aproximativ 400 de persoane în Kaunas pe 13 iunie. Manifestația a fost dispersată. Noua opoziție s-a folosit de acest protest ca platformă pentru un atac asupra guvernului, susținând că acesta a permis ca o organizație ilegală ( Partidul Comunist din Lituania⁠(d) era încă în afara legii) să-și continue activitățile liber. În ciuda naturii locale, incidentul a fost prezentat ca o amenințare majoră pentru Lituania și armata ei; guvernul a fost declarat incapabil să facă față acestei amenințări.
Alte acuzații de „bolșevizare” au apărut după ce Lituania a semnat tratatul de neagresiune sovieto–lituanian⁠(d) din 28 septembrie 1926. Tratatul a fost conceput de guvernul anterior, care era dominat de creștin-democrați. Creștin-democrații votaseră însă împotriva tratatului, în timp ce Antanas Smetona îl susținea cu vigoare. Criticile cele mai dure arătau că Lituania obținuse recunoașterea de către sovietici a drepturilor sale asupra regiunii Vilnius în schimbul izolării internaționale, întrucât tratatul impunea Lituaniei să nu facă nicio altă alianță cu alt stat. La acea dată, Uniunea Sovietică nu făcea parte din Liga Națiunilor; Franța și Regatul Unit căutau parteneri de încredere în Europa de Est, și statele Baltice analizau perspectiva unei uniuni. La 21 noiembrie, o demonstrație studențească împotriva „bolșevizării” a fost dispersată cu forța de poliție. Circa 600 de studenți lituanieni s-au adunat în apropierea unui sindicat comunist. De teama unor ciocniri armate între cele două grupuri, poliția a intervenit și a încercat să oprească demonstrația. Șapte polițiști au fost răniți și treisprezece studenți au fost arestați. Într-o încercare de a răsturna guvernul pe căi legale, creștin-democrații au avansat o moțiune de cenzură în urma incidentului, dar ea a fost respinsă.
Un alt scandal public a izbucnit atunci când, căutând susținerea minorităților etnice, guvernul a permis deschiderea a peste 80 de școli poloneze în Lituania. La acea dată, guvernul polonez închidea școlile lituaniene din aprig disputata regiune Vilnius. Guvernul de coaliție s-a opus direct creștin-democraților atunci când bugetul propus de guvern pentru anul 1927 reducea salariile clerului și subvențiile acordate școlilor catolice. Alte controverse au apărut după ce programul de reformare a armatei avansat de guvern a fost acuzat de reducerea iresponsabilă a efectivelor militare. Circa 200 de ofițeri conservatori ai armatei au fost concediați. Armata a început să pregătească lovitura de stat.

## Pregătirile

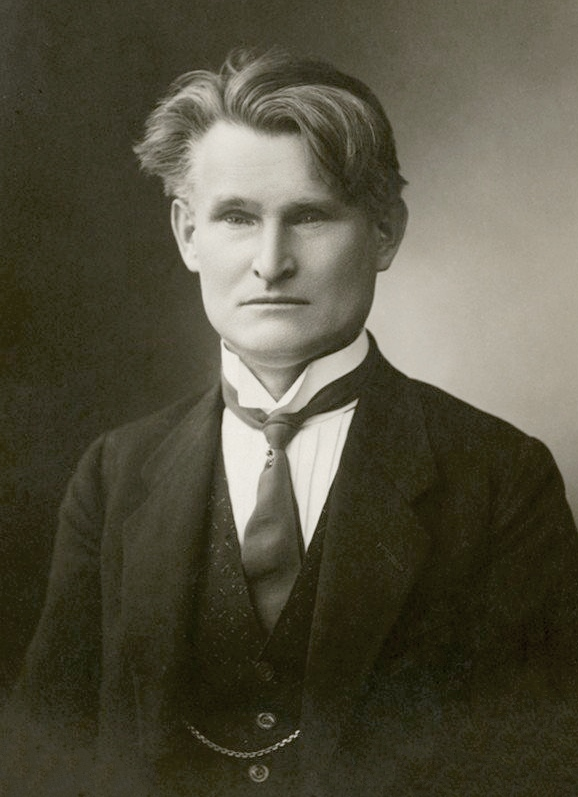
Președintele a fost înlăturat de la putere de armată în ziua în care împlinea 60 de ani.

Există considerabile dispute academice pe tema implicării lui Antanas Smetona în planificarea loviturii de stat. În 1931, Augustinas Voldemaras, care fusese eliminat din guvern și trimis în exil, scria că Smetona punea la cale lovitura de stat încă din 1925. Istoricul Zenonas Butkus a afirmat că ideea unei lovituri de stat apăruse chiar din 1923. Aceste încadrări în timp sunt însă disputate, deoarece armata nu a acționat până în toamna lui 1926. Secretarul personal al lui Smetona, Aleksandras Merkelis, a spus că Smetona știa de lovitura de stat, dar nici nu a inspirat-o și nici nu a organizat-o. Înainte de acțiune, Smetona fusese redactor la Lietuvis (Lituanianul), și schimbarea orientării acestei publicații spre sfârșitul lui noiembrie a fost dată ca dovadă că el nu fusese informat de lovitura de stat până atunci. Înainte de apariția numărului din 25 noiembrie, ziarul criticase guvernul și pe creștin-democrați. La acea dată, însă, ziarul a publicat mai multe articole despre protestul studențesc din 21 noiembrie și un articol cu titlul Amenințarea bolșevismului pentru Lituania. În acesta din urmă, susținea că comuniștii reprezintă o reală amenințare și că actualul guvern este incapabil să o trateze. După acea dată, ziarul a încetat să-i mai critice pe creștin-democrați.
Pe 20 septembrie 1926, cinci ofițeri ai armatei, în frunte cu căpitanul Antanas Mačiuika, au organizat un comitet. Printre membrii lui se aflau și generalii Vladas Nagevičius și Jonas Bulota. Aproximativ o lună mai târziu, s-a mai format un grup, așa-numitul Cartier General Revoluționar (în lituaniană revoliucinis generalinis štabas). Cele două grupuri și-au coordonat eforturile îndeaproape. La 12 decembrie, armata avea deja planificate acțiuni detaliate, cercetase zonele în care urma să aibă loc acțiunea, și îi informase pe liderii Uniunii Naționale Lituaniene și ai Partidului Creștin-Democrat. Zvonuri despre plan au ajuns și la Social-Democrați, dar ei nu au acționat deloc. Chiar înainte de lovitura de stat, s-au diseminat dezinformări despre mișcările armatei poloneze în regiunea Vilnius; scopul lor era de a determina mutarea spre Vilnius a trupelor din Kaunas care ar fi putut să se opună loviturii de stat.

## Lovitura de stat

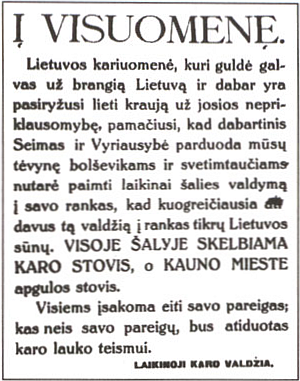
Un pamflet distribuit în Kaunas în urma loviturii de stat declara legea marțială și cerea tuturor să-și vadă de treburile cotidiene despre îndatoririle de zi cu zi. Acesta a fost semnat de către Guvernul Provizoriu de Război.

În seara de 16 decembrie, târziu, consulul sovietic l-a informat pe Sleževičius despre o posibilă lovitură de stat în noaptea următoare, dar Sleževičius nu a dat prea multă atenție acestui avertisment.  Lovitura de stat a început în noaptea de 17 decembrie 1926. La Kaunas se sărbătorea aniversarea de 60 de ani a președintelui Kazys Grinius⁠(d), în prezența multor oficiali ai statului. Bugetul pe 1927, cu reducerile cheltuielilor militare și bisericești, încă nu fusese adoptat. Noaptea, forțele militare au ocupat birourile centrale ale armatei și guvernului și au arestat oficialii. Colonelul Kazys Škirpa, care inițiase programul de reformă a armatei, a încercat să adune trupele împotriva loviturii de stat, dar a fost rapid arestat. Seimasul a fost dizolvat și președintele Grinius a fost pus sub arest la domiciliu. Colonelul Povilas Plechavičius⁠(d) a fost eliberat din închisoare (fusese condamnat la 20 de zile de închisoare pentru o luptă fizică cu alt ofițer) și declarat dictator al Lituaniei. În aceeași zi, mai târziu, colonelul Plechavičius i-a cerut lui Smetona să devină noul președinte și să normalizeze situația. Armata s-a străduit să creeze impresia că lovitura de stat fusese numai inițiativa ei, că Smetona nu fusese deloc implicat, și că el i se raliase doar ca răspuns la o invitație de a sluji drept „salavatorul națiunii”. Prim-ministrul Sleževičius a demisionat, iar președintele Grinius l-a numit pe Augustinas Voldemaras⁠(d) în funcția de șef al guvernului.
Smetona și Voldemaras, ambii reprezentând Uniunea Națională Lituaniană, i-au invitat pe Creștin-Democrați să li se alăture în formarea unui nou guvern, care avea să restabilească un anumit grad de legitimitate constituțională. Partidul a acceptat fără tragere de inimă; ei erau îngrijorați pentru prestigiul lor. Privind spre viitorul apropiat, Creștin-Democrații s-au gândit că ar putea câștiga cu ușurință orice alegeri viitoare pentru Seimas, recâștigând puterea pe căi constituționale și evitând asocierea directă cu lovitura de stat. Conform cu această strategie, ei le-au permis membrilor Uniunii Naționale Lituaniene să pre cele mai importante posturi.
La început, Grinius a refuzat să demisioneze, dar a fost în cele din urmă convins că invazia poloneză este iminentă și că Smetona jurase să apere constituția. La 19 decembrie, 42 de delegați din Seimas s-au întâlnit (în absența social-democraților și Uniunii Populare Țărănești) și l-au ales pe Aleksandras Stulginskis⁠(d) președinte al Seimasului. Stulginskis a fost șef formal al statului pentru câteva ore înainte ca Smetona să fie ales președinte (cu 38 de voturi pentru, două împotrivă și două abțineri). Seimasul a dat și votul de încredere noului cabinet format de Voldemaras. Astfel, formalitățile constituționale au fost îndeplinite. Uniunea Națională Lituaniană și-a asigurat și alte roluri majore: Antanas Merkys a preluat funcția de ministru al apărării și Ignas Musteikis pe cea de ministru de interne.

## Urmări
Motivele oficiale date de ofițerii armatei pentru acțiunile lor a fost acela că doreau să prevină o iminentă lovitură de stat bolșevică, care, conform afirmațiilor lor, ar fi urmat să aibă loc la 20 decembrie. S-a declarat lege marțială. Circa 350 de comuniști au fost arestați și patru lideri ai lor (Karolis Požela⁠(d), Juozas Greifenbergeris, Kazys Giedrys și Rapolas Čarnas) au fost executați pe 29 decembrie. A fost o grea lovitură dată Partidului Comunist din Lituania, care și-a încetat o vreme activitatea. Nu au fost găsite vreodată dovezi concrete cum că comuniștii ar fi pus la cale o lovitură de stat. Alte organizații și partide politice nu au fost agresat și, conform armatei, lovitura nu s-a soldat cu victime, în afara celor patru execuții. Alte surse însă menționează cazul căpitanului Captain Vincas Jonuška, care ar fi fost împușcat de gărzile de la Palatul Prezidențial⁠(d), și a murit a doua zi la spital.
Recunoașterea internațională a noului guvern nu s-a dovedit deloc dificilă. Puterile occidentale nu erau mulțumite de ratificarea de către al treilea Seimas⁠(d) a tratatului de neagresiune cu Uniunea Sovietică în septembrie. Ele doreau un guvern care să schimbe prioritățile politicii externe lituaniene. Astfel, nu a fost deloc surprinzător că ziarul britanic Daily Telegraph, cel francez Le Matin⁠(d), și cel american New York Times au scris că existau așteptări ca lovitura de stat să oprească mișcările către relații amicale cu Uniunea Sovietică și să normalizeze relațiile cu Polonia; caracterul antidemocratic și neconstituțional al acțiunii a fost trecut sub tăcere. Presa occidentală a relatat cu calm veștile, sau le-a evaluat ca o dezvoltare pozitivă în lupta lituanienilor contra bolșevismului. Opinia diplomatică internațională era că un lider autoritar puternic va aduce stabilitate internă, și că chiar în primii ani ai republicii, Lituania nu fusese un stat cu adevărat democratic, întrucât multe libertăți esențiale fuseseră limitate de legea marțială.
Crezând că lovitura de stat este doar o măsură temporară, creștin-democrații au cerut organizarea de noi alegeri pentru Seimas, Smetona a tras de timp. El anticipa că partidul său nu va fi popular și că nu va mai fi reales președinte. Între timp, naționaliștii discutau modificarea constituției prin care să se crească puterile ramurii executive și să selimiteze cele ale Seimasului. În aprilie, un grup de popular-țărăniști⁠(d) au încercat să organizeze o lovitură de stat „să apere constituția”, dar planurile lor au fost descoperite și rebelii au fost arestați. Printre cei reținuți se număra și un parlamentar, Juozas Pajaujis. La 12 aprilie 1927, Seimasul a protestat împotriva acestei arestări ca încălcare a imunității parlamentare⁠(d) și a introdus o moțiune de cenzură împotriva guvernului Voldemaras. Folosindu-și prerogrativele constituționale, Smetona a dizolvat Seimasul. Împotriva Constituției, în următoarele două luni nu s-au ținut noi alegeri. În aprilie, ziarele creștin-democrate, care cereau noi alegeri, au fost cenzurate. La 2 mai 1927, creștin-democrații s-au retras din guvern, crezând că naționaliștii nu vor putea să-l susțină singuri. Ca urmare, Uniunea Națională Lituaniană a ieșit în avantaj în această dispută cu un rival mult mai mare și mai puternic și a preluat controlul absolut asupra statului
Lovitura de stat din 1926 a fost un eveniment major în Lituania interbelică; dictatura instaurată avea să dureze 14 ani. În 1935, guvernul Smetona a interzis activitatea tuturor celorlalte partide politice. Lovitura de stat continuă să fie o chestiune dificilă pentru lituanieni, deoarece Uniunea Sovietică a justificat ocuparea Lituaniei în 1940 drept eliberare de fascism. Encyclopædia Britannica descrie însă regimul ca unul mai degrabă autoritar și naționalist, decât fascist. Apologeții loviturii de stat au descris-o ca o măsură de corectare a unei forme extreme de parlamentarism, justificabilă în contextul lipsei de maturitate politică a Lituaniei.